# 파운드 (2012년 영화)
《파운드》(영어: Found)는 미국의 2012년 공포 영화이다. 스콧 셔머가 감독과 각본을 맡았다. 토드 리그니의 동명 소설에 바탕하였다. 여러 영화제에서 상영된 뒤 2014년 배급권이 주어졌다.

## 출연
- 이선 필벡
- 크리스토퍼 헌트
- 루이 롤리스